# Чёрный таракан
Тарака́н чёрный (лат. Blatta orientalis) — синантропное насекомое отряда тараканообразных.

## Распространение
Распространён по всей Европе, а также встречается в Азии и Африке. Начиная с середины XX века популяция чёрного таракана стала существенно уменьшаться из-за конкуренции с рыжим тараканом и появления новых инсектицидов.

## Описание
Крупные насекомые, длина тела достигает 20—30 мм. Тело сплющено в дорсовентральном направлении. Имеют монотонную смоляно-бурую или чёрно-бурую окраску с металлическим блеском. Есть пара надкрыльев, кожистых и легких, под ними пара крыльев — тонких и перепончатых. Надкрылья самца длинные, немного короче брюшка, у самки же они короткие, не достигают основания брюшка. Ротовой аппарат грызущего типа.
Последний сегмент брюшка самки снизу на вершине с парой створок, отделённых поперечной бороздкой. Генитальная пластинка самца симметричная, с парой одинаковых грифельков.
Самки тараканов имеют особые кожные пахучие железы, выделяемый секрет которых является человеческим аллергеном и привлекает самцов для размножения.

## Цикл развития
Развитие с неполным превращением, которое длится несколько месяцев. Стадии: яйцо — личинка — имаго. Самка откладывает яйца в кокон и носит с собой (14-15 дней).

## Экология
Обитает в отапливаемых домах, теплицах, угольных шахтах и канализации. Начиная с юга России, Украины и по всему Казахстану может встречаться и в дикой природе, чаще всего недалеко от жилья человека. Питается пищевыми отходами. Ни самцы, ни самки не летают, но быстро бегают.